# Brian Joy
Brian William Joy (Salford, 26 febbraio 1951) è un ex calciatore inglese, di ruolo difensore.